# Mimotrypanius
Mimotrypanius is een kevergeslacht uit de familie van de boktorren (Cerambycidae). De wetenschappelijke naam van het geslacht werd voor het eerst geldig gepubliceerd in 1973 door Breuning.

## Soorten
Mimotrypanius is monotypisch en omvat slechts de volgende soort:
- Mimotrypanius samoanus Breuning, 1973